# Maxine Esteban
Pour les articles homonymes, voir Esteban.
Maxine Isabel Tiu Esteban (née le 26 novembre 2000) est une escrimeuse philippino-ivoirienne, avec pour arme de prédilection le fleuret et de latéralisation droitière. Née aux Philippines et représentant internationalement la Côte d'Ivoire, elle est médaillée d'argent africaine en 2024 et médaillée de bronze africaine en 2023 en fleuret féminin. Esteban a représenté les Philippines avant de devenir citoyenne naturalisée de la Côte d'Ivoire en 2022. Pendant son temps sous le drapeau philippin, elle est devenue médaillée de bronze en fleuret aux Jeux d'Asie du Sud-Est de 2017, ainsi que médaillée d'argent en équipe en 2019 et 2021. Elle était également la meilleure escrimeuse du pays avec un classement mondial de 62e. En juillet 2024, elle a participé aux Jeux olympiques d'été à Paris. Actuellement, elle est classée 27e au monde, selon la fédération internationale d'escrime. 

## Biographie

### Éducation
Maxine Isabel Tiu Esteban est née le 26 novembre 2000 aux Philippines. Elle a étudié à l'Immaculate Conception Academy à Greenhills, San Juan, Metro Manila pour le lycée, obtenant son diplôme en 2018. Elle a suivi un cours en ingénierie de gestion à l'Ateneo de Manila University. Elle a ensuite fréquenté l'Université de Pennsylvanie, où elle a obtenu un diplôme de premier cycle en arts appliqués et sciences, avec une spécialisation en leadership et communication, obtenant les honneurs summa cum laude en 2023.

## Carrière sportive

### Premières années
Enfant, Esteban s'intéressait au patinage artistique. Cependant, après la fermeture de la patinoire, elle a convaincu ses parents de l'inscrire dans un club d'escrime à Xavier School. Elle a commencé sa carrière en escrime à l'âge de 12 ans en participant à des compétitions locales.

### Collégial
Maxine Isabel a concouru pour l'équipe d'escrime Ateneo Blue Eagles à l'Université Athletic Association of the Philippines (UAAP). Elle a été nommée Rookie de l'année et Joueur le plus précieux pour la saison 81 en 2018. Après avoir dominé ses matchs avec deux médailles d'or, elle a conduit l'équipe féminine d'escrime de l'Ateneo à remporter les championnats de la saison 81 de l'UAAP, brisant la domination de 11 ans de l'Université de l'Est. L'année suivante, elle a reçu le prix Moro Lorenzo pour l'excellence en sport et le prix Lady Eagle of the Year décerné par sa propre université. Esteban a concouru pour la dernière fois avec l'Ateneo en février 2020, où elle a défendu son titre dans l'épreuve individuelle de fleuret féminin. L'université a finalement terminé à la troisième place du tournoi d'escrime de la saison 82 de l'UAAP. En raison de la pandémie de COVID-19, tous les événements sportifs pour la saison 83 ont été annulés.

### Équipe nationale

#### Philippines
Esteban a concouru en fleuret féminin et représenté les Philippines jusqu'en 2022. Elle a été classée 16e au sommet de sa carrière junior et 62e dans la catégorie senior, le plus haut classement jamais atteint pour une escrimeuse philippine. Elle a remporté une médaille de bronze à la Coupe du Monde Junior FIE en 2018 à Guatemala City. Aux Jeux d'Asie du Sud-Est, elle a remporté une médaille de bronze en 2017 en fleuret et une médaille de bronze et d'argent en fleuret par équipes en 2019 et 2021 respectivement. Elle aspire à se qualifier pour les Jeux olympiques. Sa famille a fait appel aux services de l'entraîneur italien Andrea Magro en 2020 pour l'aider dans son entraînement. En 2021, elle est devenue la première philippine à remporter une médaille dans un événement satellite FIE, terminant médaillée de bronze au Tournoi Satellite de Copenhague, au Danemark, et médaille d'argent à l'événement satellite FIE à Tachkent, en Ouzbékistan.
Elle a participé à la Coupe du monde seniors 2022 en Serbie, où elle a terminé 38e en fleuret. Elle a également participé à la Coupe du monde seniors à Tauberbischofsheim, en Allemagne, où elle a terminé 44e en fleuret. Lors des Championnats d'Asie d'escrime, elle a terminé 11e en fleuret, le meilleur classement parmi tous les compétiteurs philippins.

#### Blessures et problèmes avec la fédération
En 2022, Esteban a subi une blessure au ligament croisé antérieur et postérieur lors des Championnats du Monde d'Escrime, la rendant incapable de participer aux qualifications pour les événements internationaux et nationaux, ce qui lui a coûté sa place dans l'équipe nationale philippine. Cela l'a conduite à changer de nationalité sportive pour représenter la Côte d'Ivoire. En 2024, l'Association Philippienne d'Escrime a publié une déclaration expliquant ses raisons pour ne pas l'avoir sélectionnée pour les qualifications et notant qu'elle avait donné à Esteban une dérogation pour changer de nationalité sportive.

#### Côte d'Ivoire
Maxine Isabel a obtenu la citoyenneté ivoirienne par naturalisation et a commencé à représenter la Côte d'Ivoire en mai 2023. Sa première médaille pour la Côte d'Ivoire a été une médaille de bronze aux Championnats d'Afrique 2023 au Caire. Elle a ensuite remporté une médaille d'argent aux Championnats d'Afrique 2024 à Casablanca. Elle a participé aux Jeux Olympiques d'été de 2024 à Paris, mais son parcours s'est terminé en 32e de finale face à Pauline Ranvier.
Elle est médaillée d'argent en épée individuelle aux Championnats d'Afrique d'escrime 2025 à Lagos.

## Palmarès

### Pour la Côte d'Ivoire

#### Championnats d'Afrique
- Médaille d'argent en individuel aux Championnats d'Afrique d'escrime 2025 à Lagos[18]
- Médaille d'argent en individuel aux Championnats d'Afrique d'escrime 2024 à Casablanca[14]
- Médaille de bronze en individuel aux Championnats d'Afrique d'escrime 2023 au Caire[19]

### Pour les Philippines

#### Jeux d'Asie du Sud-Est
- Médaille d'argent par équipes aux Jeux d'Asie du Sud-Est de 2019 à Pasay
- Médaille d'argent par équipes aux Jeux d'Asie du Sud-Est de 2021 à Hanoï
- Médaille de bronze en individuel aux Jeux d'Asie du Sud-Est de 2017 à Kuala Lumpur

#### Tournois satellites
- Médaille d'argent au tournoi satellite de Tachkent sur la saison 2021-2022
- Médaille de bronze au tournoi satellite de Copenhague sur la saison 2017-2018[20]

## Classement en fin de saison
| Année | 2014 | 2015 | 2016 | 2017 | 2018 | 2019 | 2020 | 2021 | 2022 | 2023 | 2024 |
| ----- | ---- | ---- | ---- | ---- | ---- | ---- | ---- | ---- | ---- | ---- | ---- |
| Rang  | 156  | 179  | NC   | 128  | 126  | 141  | 128  | 132  | 62   | 39   | 27   |

## Distinctions
- 2019 : Prix Moro Lorenzo d'excellence en sport, décerné par l'Université Athletic Association of the Philippines (UAAP)[5]
- 2019 : Prix Lady Eagle of the Year, décerné par l'Université Athletic Association of the Philippines (UAAP)[5]

## Vie personnelle
Esteban est d'origine philippine et chinoise. En dehors de l'escrime, elle joue du violon et peint. Avant de changer de nationalité sportive, elle organisait déjà des cliniques pour les escrimeurs en Côte d'Ivoire. Sa famille entretient des liens de longue date avec le pays. Sa sœur Mia est également athlète, spécialisée en pickleball.